# Melbourne (Quebec)
Melbourne es un municipio-cantón de la provincia de Quebec, Canadá. Está ubicado en el municipio regional de condado de Le Val-Saint-François y a su vez, en la región administrativa de Estrie. Hace parte de las circunscripciones electorales de Richmond a nivel provincial y de Richmond-Arthabaska a nivel federal.

## Geografía
Melbourne se encuentra ubicada en las coordenadas 45°35′00″N 72°10′00″O / 45.58333, -72.16667. Según Statistique Canada, tiene una superficie total de 174.34 km² y es una de las 1134 municipalidades en las que está dividido administrativamente el territorio de la provincia de Quebec.

## Demografía
Según el censo de Canadá de 2011, había 1004 personas residiendo en este cantón con una densidad de población de 5.8 hab./km². Los datos del censo mostraron que de las 1095 personas en 2006, en 2011 el cambio poblacional fue de -91 habitantes (8.3%). El número total de inmuebles particulares resultó de 488 con una densidad de 2.8 inmuebles por km². El número total de viviendas particulares que se encontraban ocupadas por residentes habituales fue de 390.